# NGC 1050
NGC 1050 este o infrared source⁠(d) situată în constelația Perseu. A fost descoperită în 27 septembrie 1865 de către Heinrich Louis d'Arrest. Se află la o distanță de 52,9 de megaparseci de Pământ.